# Кшелюв (Свентокшиське воєводство)
Кшелюв (пол. Krzelów) — село в Польщі, у гміні Сендзішув Єнджейовського повіту Свентокшиського воєводства.
Населення — 213 осіб (2011).
У 1975-1998 роках село належало до Келецького воєводства.

## Демографія
Демографічна структура на день 31 березня 2011 року:
|          | Загалом | Допрацездатний вік | Працездатний вік | Постпрацездатний вік |
| -------- | ------- | ------------------ | ---------------- | -------------------- |
| Чоловіки | 99      | 22                 | 58               | 19                   |
| Жінки    | 114     | 22                 | 63               | 29                   |
| Разом    | 213     | 44                 | 121              | 48                   |